# Antonio Robles Almeida
Antonio Robles Almeida (Fermoselle, 9 de diciembre de 1954) es un periodista, político y exprofesor de Filosofía español.

## Biografía
Hijo de un albañil y una modista fermosellanos emigrados a Cataluña, trabajó de albañil para pagarse los estudios. Es licenciado en Filosofía y Ciencias de la Educación por la Universidad de Barcelona y en Ciencias de la Información por la Universidad Autónoma de Barcelona.
Desde 1982, ha ejercido de profesor de Filosofía en varios institutos de enseñanzas medias de Barcelona y ha sido colaborador del Instituto de Ciencias de la Educación en la Universidad de Barcelona durante trece años. Hasta 2015 fue profesor de Filosofía y Psicología del Instituto Front Marítim de Barcelona.
En su faceta como periodista ha trabajado para los diarios Mundo Diario de Barcelona, La Región de Orense y el diario deportivo Sport. Además, ha colaborado como columnista en los periódicos impresos El Periódico de Catalunya, ABC y El Mundo; en el periódico digital Libertad Digital, en Factual, en La Voz de Barcelona, Crónica Global y en la revista La Ilustración Liberal y Tolerancia. En 1977 fundó la revista Rufaca.

## Actividad política

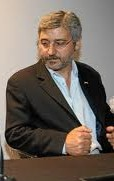
Antonio Robles en 2010.

Es crítico con el nacionalismo catalán. En este sentido, publicó el libro Extranjeros en su país (1992) con el seudónimo Azahara Larra Servet, Del fraude histórico del PSC al síndrome de Catalunya (2007) y 1979/2006, Historia de la Resistencia al nacionalismo en Cataluña (2013). Asimismo fundó asociaciones como Asociación por la Tolerancia en 1993, España, Constitución de Ciudadanos (1997) e Iniciativa No Nacionalista (2003), partido este último que se disolvió en septiembre de 2006 para integrarse en Ciudadanos - Partido de la Ciudadanía (Cs).
Fue promotor del manifiesto de los 50 000 titulado «En castellano también, por favor».
En julio de 2006, en el Congreso fundacional de Ciudadanos, fue elegido secretario general del partido, cargo del que dimitió en mayo de 2007. En el II Congreso de Ciudadanos, de 2007, fue elegido miembro del Consejo General.
Como número tres de la lista de Ciudadanos por Barcelona en las elecciones al Parlamento de Cataluña de 2006 fue diputado en el Parlamento de Cataluña desde el 1 de noviembre de 2006 hasta septiembre de 2009, cuando, en desacuerdo con la coalición que su partido hizo con la organización política Libertas para presentarse las elecciones europeas, dejó su acta, así como su militancia, en Ciudadanos, retomando su labor de docente.
A partir del 23 de noviembre de 2009 formó parte de Unión, Progreso y Democracia (UPyD). En las elecciones al Consejo Territorial de Cataluña de UPyD, resultó elegido portavoz de UPyD de Cataluña. El 2 de octubre de 2010 fue elegido, a través de elecciones primarias, cabeza de lista por Barcelona y candidato a la Generalidad para las elecciones del 28 de noviembre de ese mismo año. Al obtener unos resultados testimoniales, volvió a la labor docente como profesor de Filosofía en Barcelona. En 2010 dejó UPyD y abandonó la actividad política, volviendo a su labor de escritor y articulista de prensa. En 2016 funda, junto a Santiago Trancón y Marita Rodríguez, el Centro Izquierda Nacional (CINC), partido que pasó a denominarse dCIDE (Centro Izquierda De España).

## Obras
- Extranjeros en su país, Ediciones Libertarias, 1992 (con el pseudónimo Azahara Larra Servet).
- Del fraude histórico del PSC al síndrome de Catalunya, Sepha, 2007.
- 1979/2006, Historia de la Resistencia al nacionalismo en Cataluña, Biblioteca Crónica Global, 2013.[6]
- La creación de Ciudadanos: un largo camino, Editorial Triacastela, 2015.[7]
- Equidistantes exquisitos, Ediciones Hildi, 2020